# Empathy
Empathy és un client de missatgeria instantània basat en l'entorn de comunicacions Telepathy. Empathy també suporta àudio i videoconferència XMPP/SIP disponible en els dispositius Nokia N800/N810 (el vídeo requereix instal·lar còdecs H.263 per GStreamer). Telepathy proporciona un entorn comú perquè les aplicacions accedeixin a funcionalitats de la missatgeria instantània. Pot usar molts protocols comuns incloent Jabber/XMPP, Google Talk, MSN Messenger i el xat de xarxa local d'Apple Bonjour / Rendezvous. Qualsevol aplicació pot utilitzar la sessió de missatgeria instantània. Empathy està inclòs a Gnome des de la versió 2.24.
Des d'Ubuntu 9.10 (Karmic Koala) i Fedora Core 12, ha substituït Pidgin com el client de missatgeria instantània per defecte a aquestes dues distribucions.

## Funcions
- Multi-protocol: Jabber, Gtalk, MSN, IRC, Salut, i tots els suportats per Pidgin
- Editor de comptes (interfície especialitzada per a la majoria de protocols)
- Canvi a «absent» de forma automàtica utilitzant el fons de pantalla de GNOME
- Reconnexió automàtica mitjançant NetworkManager
- Xats privats i públics (amb emoticones i correcció ortogràfica)
- Potent motor de temes per xats
- Registre de converses i recerca en logs
- Edita dels contactes
- Videoconferència utilitzant SIP i Jingle
- Treball col·laboratiu utilitzant Tubes[3]